# Gosford
Gosford este un oraș situat în Noul Wales de Sud, Australia, pe coasta centrală. Orașul este un centru important de turism, așezat 100 km de la Sydney.

## Date Generale
Distanța de la Sydney: 76 km 
Distanța de la Newcastle: 91 km 
Populație (recensămîntul din 2001): 2777 (Township) 154645 (Tot Orasul) 
Elevation: 10m deasupra nivelului mării
Ușor de accesat cu o distanță scurtă de pe autostrada Newcastle-Sydney F3, sau o stație de tren situat central, Gosford este important centru comercial si administrativ al Central Coast.
Gosford Visitor este Centrul de Informare în Mann Street este un loc ideal pentru a începe vizita dumneavoastră din Central Coast cu o selecție bună de ghiduri pentru vizitatori, hărți, cărți și sugestii de tururi.

## Istoria
Unul dintre puținele resurse istorice rămase este încă tribunalului Vechi, cea mai veche lucrare publică înregistrate pe Coasta Centrală și este acum acasă la Conservatorul Central Coast Music. Construit in 1848-1849 din gresie locala, acesta a înlocuit original 1827 casa-ceas.
Pioneer Park conține un număr mare de pietre funerare istorice, un loc de joacă și zona de picnic, si o vedere excelenta a apei Brisbane.

## Atracții
Gosford este inconjurat de zeci de locații populare de vacanță loc de refugiu face din el un punct central de plecare convenabil pentru vizitatori în regiune.
Plaje spectaculoase ocean și bushland evergreen pădurilor și linia de coasta, cu clima blanda, oferind înconjoară confortabil pe tot parcursul anului.
Interioare, dealuri abrupte și văi, cu păduri și lacuri extinse de stat oferă numeroase opțiuni pentru vizitatori să se relaxeze și relaxați-vă.
Rumbalara și Rezerve Katandra, featuring bushland excepționale adiacente la inima Gosford, sunt orașului populare atracții majore cel mai mult.
Rumbalara are opt trasee diferite de mers pe jos, unde puteți vedea un adăpost timpuriu rock autohton, vizualizarea spre vest veghe, sculpturi de bronz din primii exploratori si pionieri, și unele păduri tropicale nevândute.
Katandra, se mândrește cu stânci mai izbitoare și distinctiv, cu ușor merge și populare Waterman Walk circling iazului Seymour care oferă medii de dramatice de la pădure plăcut la coronamentului dens. Un număr de plimbări te duc prin intermediul rezervei și până la lookouts care oferă vederi panoramice spectaculoase peste vai de coastă la ocean.